# Josip Bozanić
Josip Bozanić (sinh 1949) là một Hồng y người Croatia của Giáo hội Công giáo Rôma. Ông là nguyên Tổng giám mục Tổng giáo phận Zagreb và Phó Chủ tịch Hội đồng Giám mục Croatia. Trước đây, ông còn đảm nhận các cương vị Giám mục Krk, Giám quản Tổng giáo phận Rijeka-Senj, Chủ tịch Hội đồng Giám mục Croatia và Phó Chủ tịch Liên Hội đồng Giám mục Âu Châu.

## Tiểu sử
Hồng y Bozanić sinh ngày 20 tháng 3 năm 1949 tại Rijeka, Croatia. Sau quá trình tu học, ngày 29 tháng 6 năm 1975, ông được phong chức linh mục bởi Giám mục Karmelo Zazinović, Giám mục chính tòa Giáo phận Krk (Veglia). Tân linh mục cũng là thành viên linh mục đoàn Giáo phận này.
Ngày 10 tháng 5 năm 1989, Tòa Thánh loan tin việc bổ nhiệm linh mục Josip Bozanić làm Giám mục Phó Giáo phận Krk (Veglia). Lễ tấn phong được cử hành sau đó vào ngày 25 tháng 6 cùng năm, bởi các vị chủ sự nghi thức gồm: Chủ phong là Hồng y Franjo Kuharić, Tổng giám mục Zagrab. Hai giám mục phụ phong bao gồm Josip Pavlišić, Tổng giám mục Tổng giáo phận Rijeka-Senj và Giám mục Karmelo Zazinović, Giám mục Krk. Tân giám mục chọn khẩu hiệu: Da život imaju. Ngày 14 tháng 11 cùng năm ông kế nhiệm làm Giám mục chính tòa Krk.
Từ ngày 5 tháng 6 đến ngày 22 tháng 11 năm 1996, ông đảm nhiệm cương vị Giám quản Tông Tòa Tổng giáo phận Rijeka-Senj. Ngày 5 tháng 7 năm 1997, Tòa Thánh bổ nhiệm Giám mục Bozanić làm Tổng giám mục Zagreb. Từ năm 1997 đến ngày 18 tháng 10 năm 2007, ông là Chủ tịch Hội đồng Giám mục Croatia. Từ năm 2001 đến ngày 2 tháng 10 năm 2011, ông là Phó Chủ tịch Liên Hội đồng Giám mục Âu Châu.
Trong Công nghị Hồng y 2003 ngày 21 tháng 10, Giáo hoàng Gioan Phaolô II vinh thăng tước vị Hồng y Nhà thờ San Girolamo dei Croati. Ngày 16 tháng 10 năm 2013, ông đắc cử chức vị Phó Chủ tịch Hội đồng Giám mục Croatia.